# Ironomyia francisi
Ironomyia francisi är en tvåvingeart som beskrevs av Mcalpine 2008. Ironomyia francisi ingår i släktet Ironomyia och familjen Ironomyiidae. Inga underarter finns listade i Catalogue of Life.